# 毛道拉斯·多劳
毛道拉斯·多劳（匈牙利語：Madarász Dóra，1993年9月3日—），匈牙利女子乒乓球运动员，2012年欧洲乒乓球锦标赛女子双打铜牌得主、2016年欧洲乒乓球锦标赛女子双打铜牌得主、2023年欧洲运动会混合双打银牌得主。